# Archytas pilifrons
Archytas pilifrons är en tvåvingeart som först beskrevs av Ignaz Rudolph Schiner 1868.  Archytas pilifrons ingår i släktet Archytas och familjen parasitflugor. Inga underarter finns listade i Catalogue of Life.